# Нейроне
Нейро̀не (на италиански: Neirone; на лигурски: Neion, Нейон) е село и община в Северна Италия, провинция Генуа, регион Лигурия. Разположено е на 342 m надморска височина. Населението на общината е 977 души (към 2011 г.).